# Monoterpeny

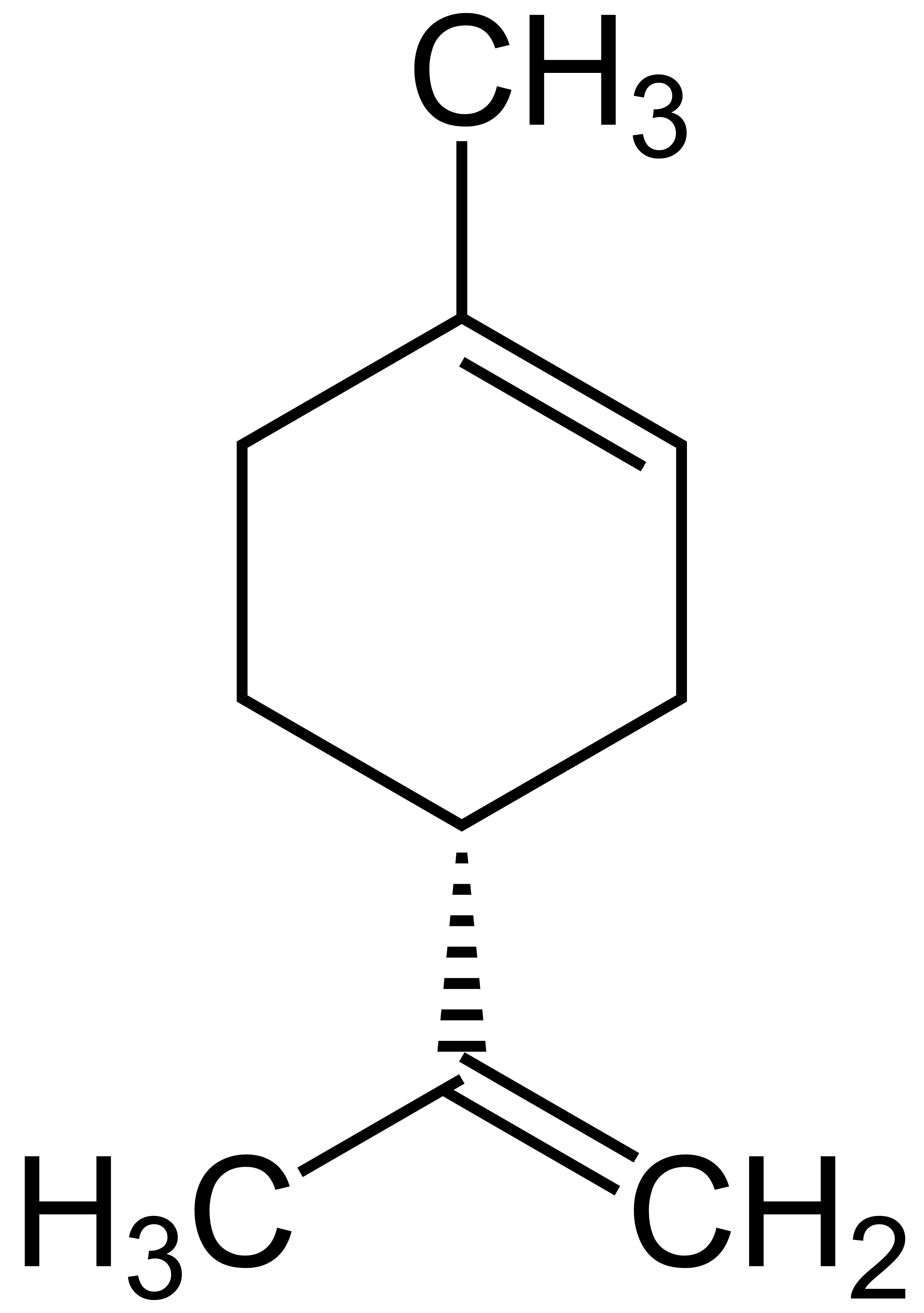
Chemický vzorec limonenu

Monoterpeny (molekulární vzorec C10H16) jsou terpeny skládající se ze dvou isoprenových jednotek. Patří mezi ně například limonen (v pomerančové kůře), menthol (v mátě peprné (Mentha × piperita)), kafr (v kafrovníku (Cinnamomum camphora)), beta-pinen (v borovici (Pinus)) nebo geraniol (růžový olej, olej z trávy voňatky Martinovy (Cymbopogon martinii, Palmarosa) a oleje z citronelly).